# Ініфертер
Ініфертер (рос. инифертер, англ. iniferter) — хімічна сполука, що проявляє комплексну дію під час радикально-ланцюгової реакції, виступаючи як ініціатор та беручи участь в передачі ланцюгів та їхньому обриві. Термін зокрема використовується при описі механізмів реакцій «живої» полімеризації, а також процесів каталізованого радикально-ланцюгового окиснення.